# Темрей
Темрей (каз. Темрей) — упразднённое село в Алгинском районе Актюбинской области Казахстана. Входило в состав Бескоспинского сельского округа. Ликвидировано в 2012 году. Код КАТО — 153233400.
Село расположено на реке Тимрей примерно в 24 км к востоку от центра города Алга.

## Население
В 1999 году население села составляло 189 человек (98 мужчин и 91 женщина). По данным переписи 2009 года, в селе проживал 81 человек (45 мужчин и 36 женщин).